# Musée du rail de Hong Kong
Le musée du rail de Hong Kong (香港鐵路博物館, Hong Kong Railway Museum) est un musée ferroviaire situé dans le district de Tai Po des Nouveaux Territoires. Administré par le département des loisirs et des services culturels du gouvernement de Hong Kong, il est inauguré le 20 décembre 1986 dans l'ancienne gare du marché de Tai Po datant de 1913. Son entrée est gratuite.

## Histoire
La ligne Kowloon-Canton (section britannique) est ouverte en 1910 et le marché de Tai Po est l'un des arrêts dans les Nouveaux Territoires. Le bâtiment de la gare est érigé en 1913. Depuis lors, il est utilisé comme centre d'administration et de commerce et stimule indirectement l'économie du marché de Tai Po en y attirant des commerçants.
La ligne Kowloon-Canton est électrifiée en 1983 et la gare est mise hors service, avec l'ouverture de la nouvelle station de métro de Tai Wo (en) au nord et de Tai Po Market (en) au sud. Un an plus tard, l'ancienne gare du marché de Tai Po est classée comme monument déclaré. Le site, ainsi que les bâtiments et les expositions pertinentes, sont ensuite remis au conseil régional par la Kowloon-Canton Railway Corporation (en) pour la construction du musée.

## Architecture
Le bâtiment de la gare est unique en termes de style architectural sur la ligne originale de Kowloon-Canton (section britannique). Il est de style architectural chinois indigène, avec de nombreuses petites figures décorant l'extérieur, comme celles que l'on trouve couramment dans les anciens temples du sud de la Chine.

## Expositions

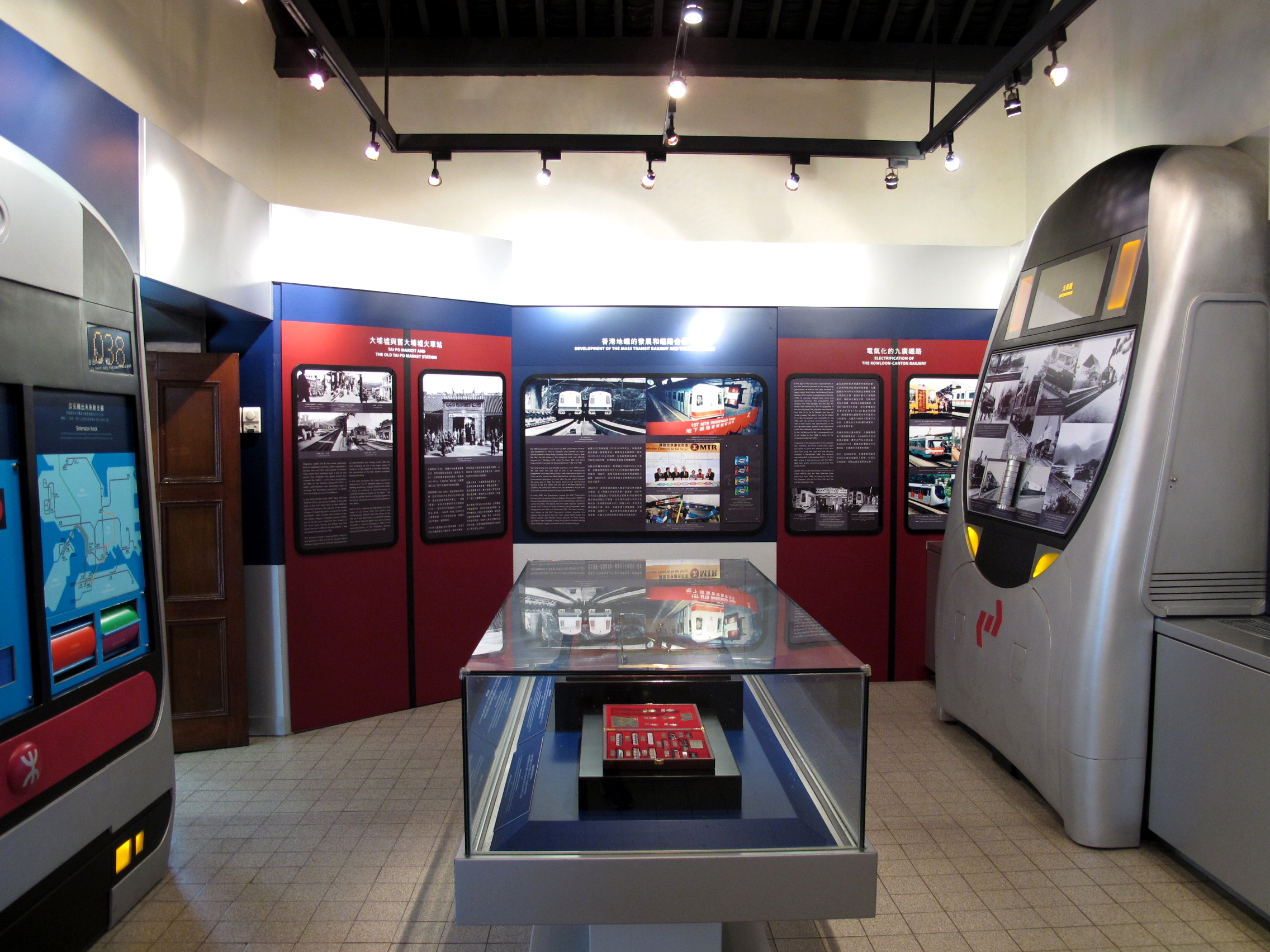
La galerie d'exposition présente des images historiques et des objets qui aident à raconter l'histoire du développement du rail à Hong Kong.

### Dans le musée
Sur la gauche du musée, une salle d'exposition présente des billets de train et des modèles de train non seulement des trains KCR mais aussi du Shinkansen japonais et de l'Eurostar. L'autre partie interne de la salle est une billetterie et une maison de signalisation rénovées.

### Locomotives sur la voie

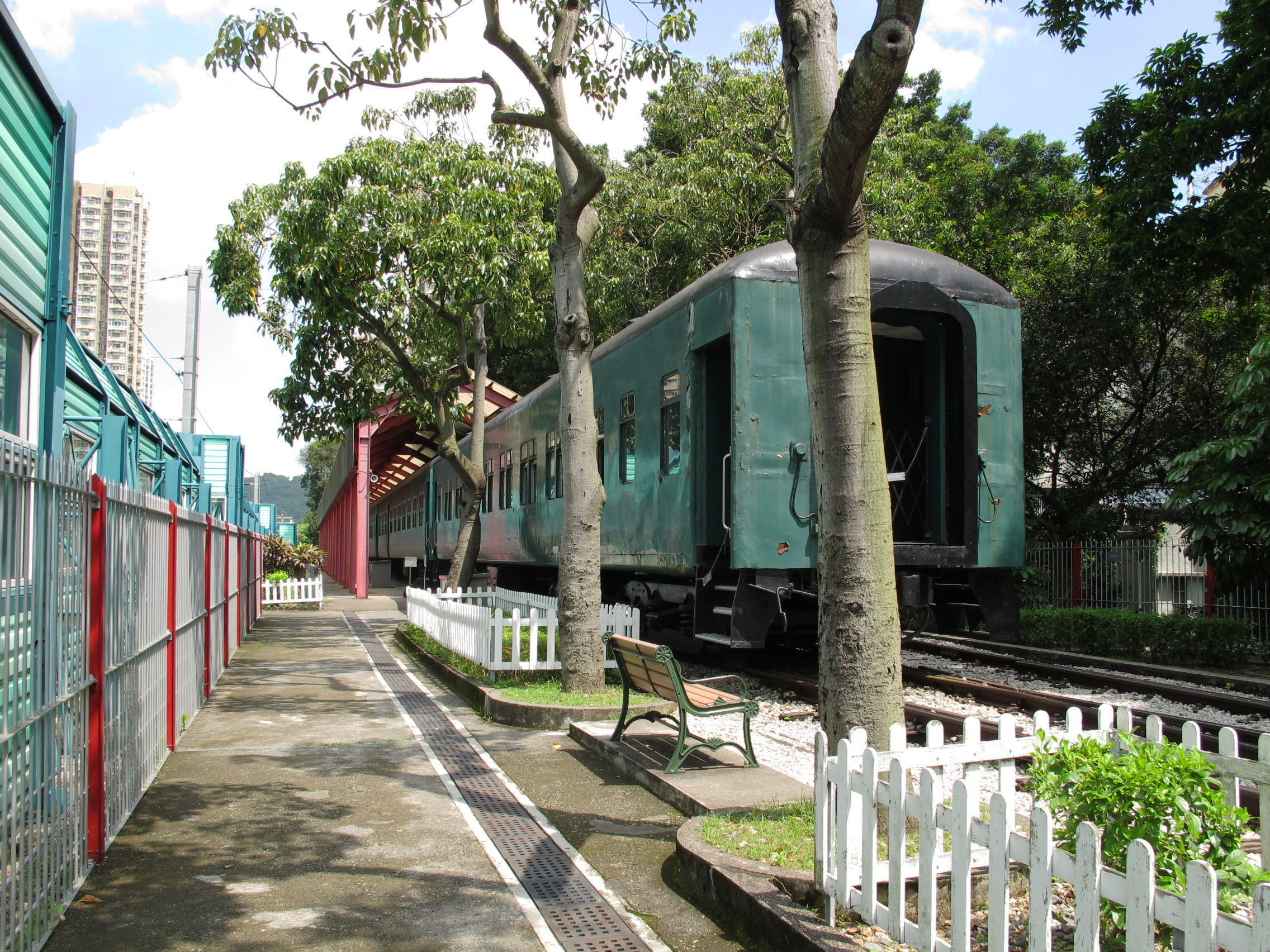
6 wagons historiques sont exposés dans le musée.

Deux locomotives sont exposées dans le musée :
- Une locomotive EMD G12 (en) #51 diesel-électrique, introduite à Hong Kong en 1955, surnommée Sir Alexander, du nom de l'ancien gouverneur Alexander Grantham. C'est la première locomotive diesel-électrique à Hong Kong et elle marque la transition de la KCR de la vapeur au diesel. Après l'arrivée d'un nouveau lot de locomotives diesel à Hong Kong fin 2003, la Sir Alexander est retirée du service. Le personnel de KCR Corporation passe plus de 1000 heures à la restaurer dans son apparence originale de 1955, à enlever la rouille, à la repeindre en vert foncé et à restaurer le logo traditionnel. Elle est donnée au musée le 18 mai 2004[3].
- Une locomotive à vapeur W. G. Bagnall 0-4-4PT, restaurée aux Philippines en 1995. Elle est l'une des deux qui fonctionnaient autrefois sur la voie étroite Sha Tau Kok (en) entre Fanling et Sha Tau Kok (zh). Une fois cette ligne fermée, les locomotives sont utilisées dans des sucreries aux Philippines. L'autre locomotive de la paire est également ramenée à Hong Kong et est en cours de restauration.

Il y a sept wagons sur les voies pour les visites publiques et l'appréciation du contraste entre l'ancien et le nouveau. 
- Un wagon de 3e classe de 1911, #302
- Un wagon de freins d'ingénierie de 1921, #002
- Un wagon de 3e classe de 1921, #313
- Un wagon de 3e classe de 1955, #223 (une salle de projection éducative)
- Un wagon à bagages de 1955, #229
- Un wagon de 1re classe de 1964, #112
- Un wagon de classe ordinaire de 1976, #276

Il y a aussi une draisine à pompe et un wagon à moteur diesel.
Un modèle à l'échelle 1:1 d'un MTR Metro Cammell EMU (en) non-rénové était exposé au musée mais a été enlevé pour faire de la place à la locomotive #51.

## Galerie

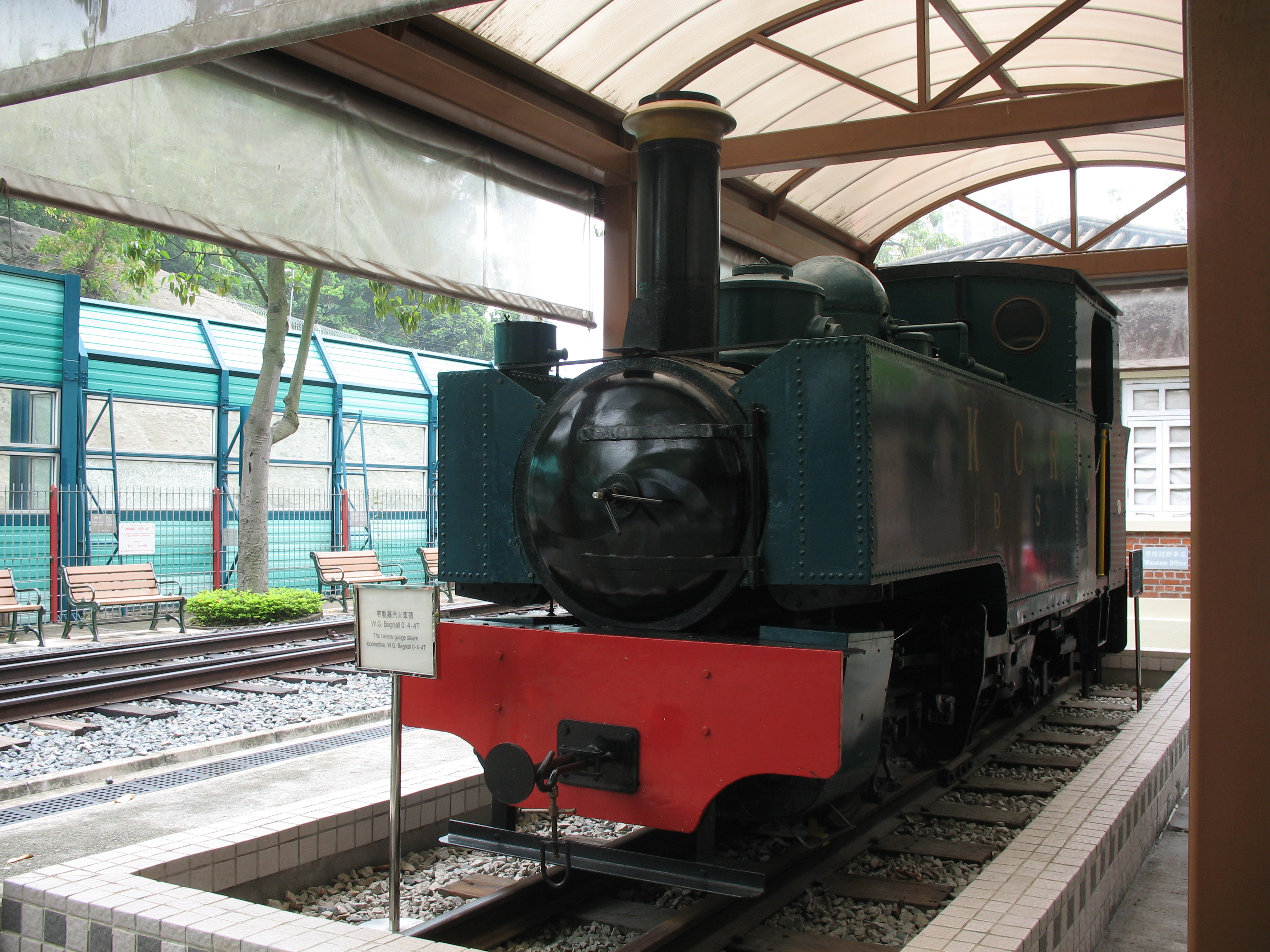
La locomotive à vapeur W.G.Bagnall 0-4-4T.
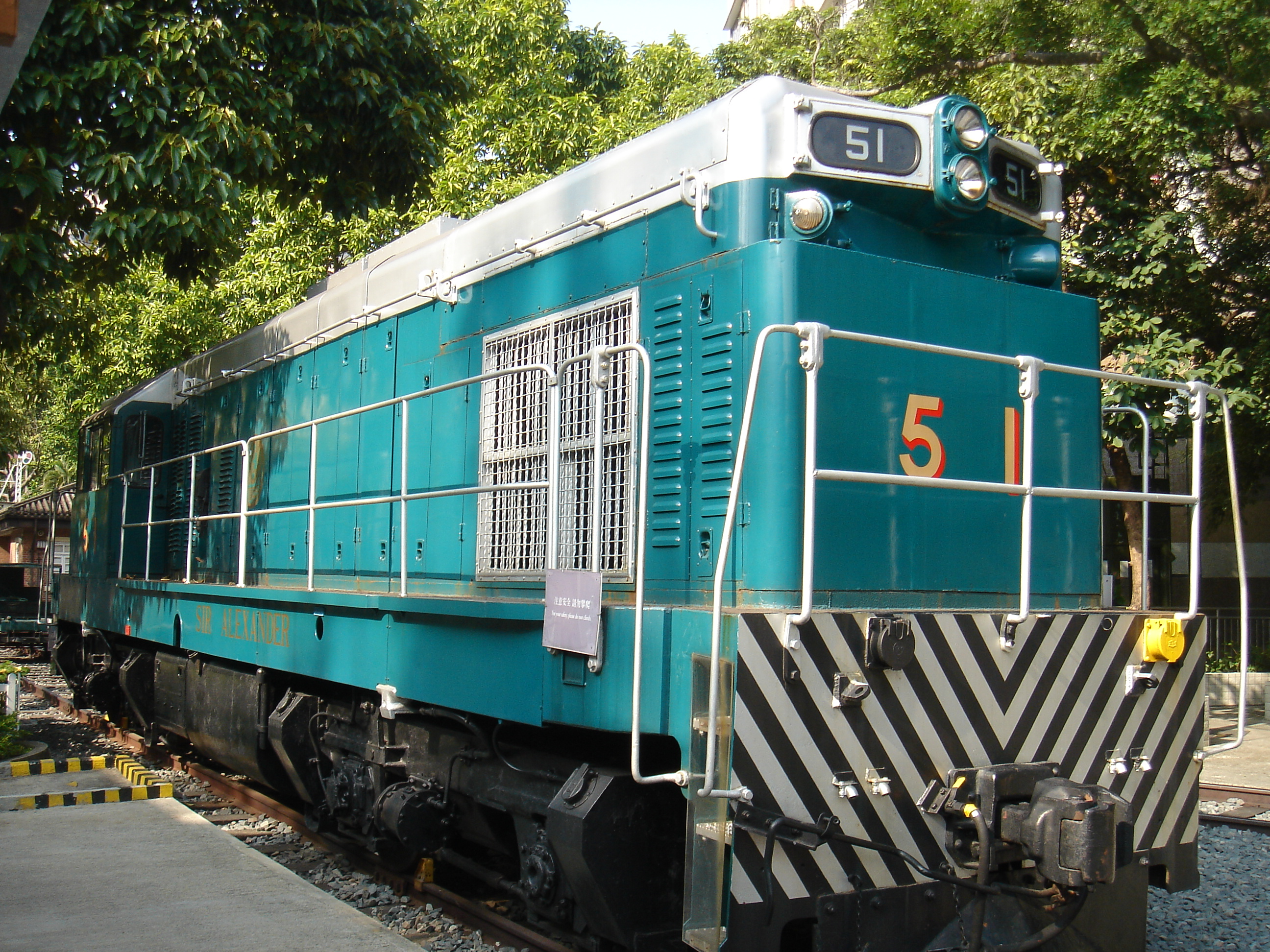
La locomotive diesel Sir Alexander (#51).
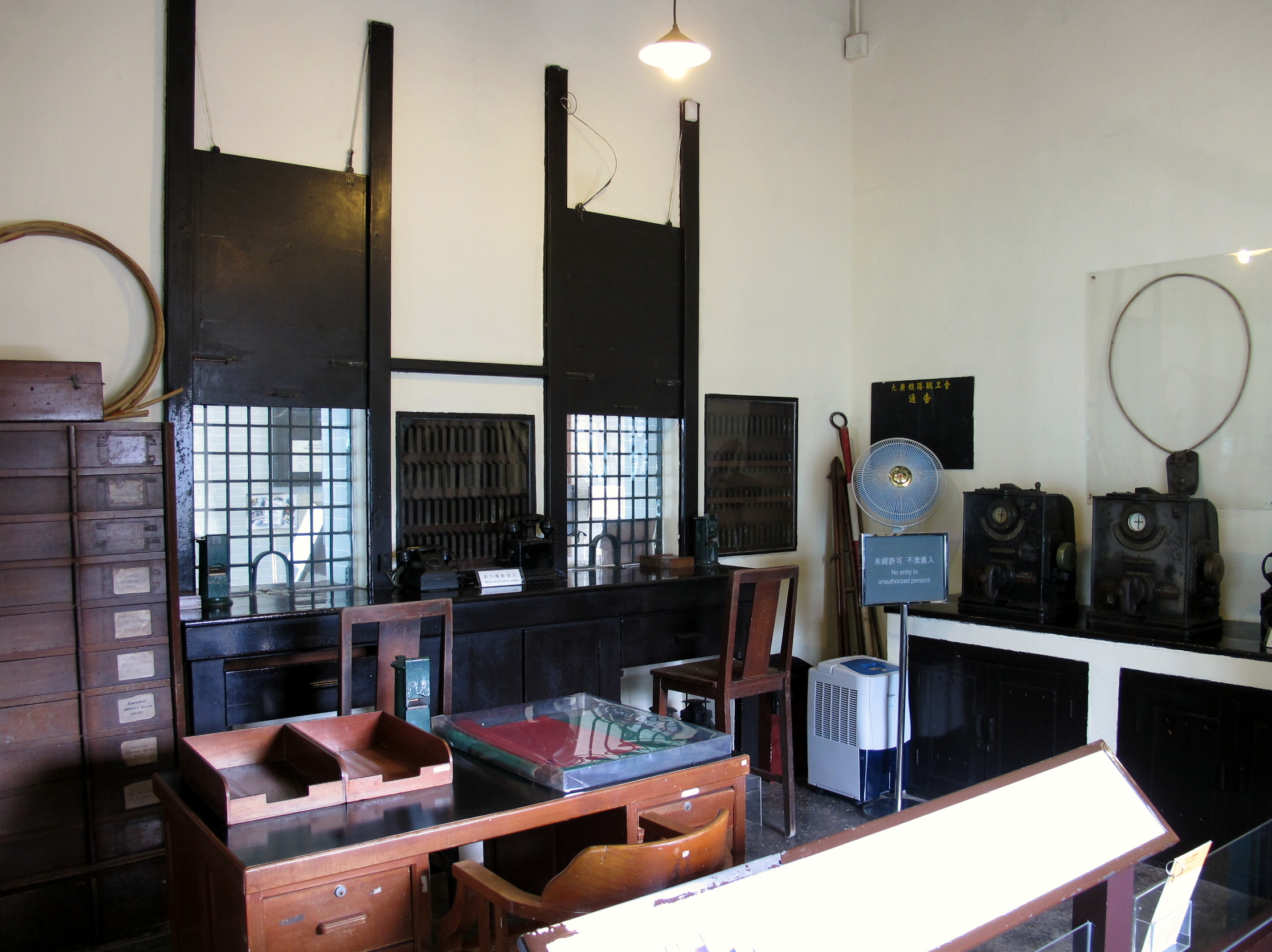
La billetterie.
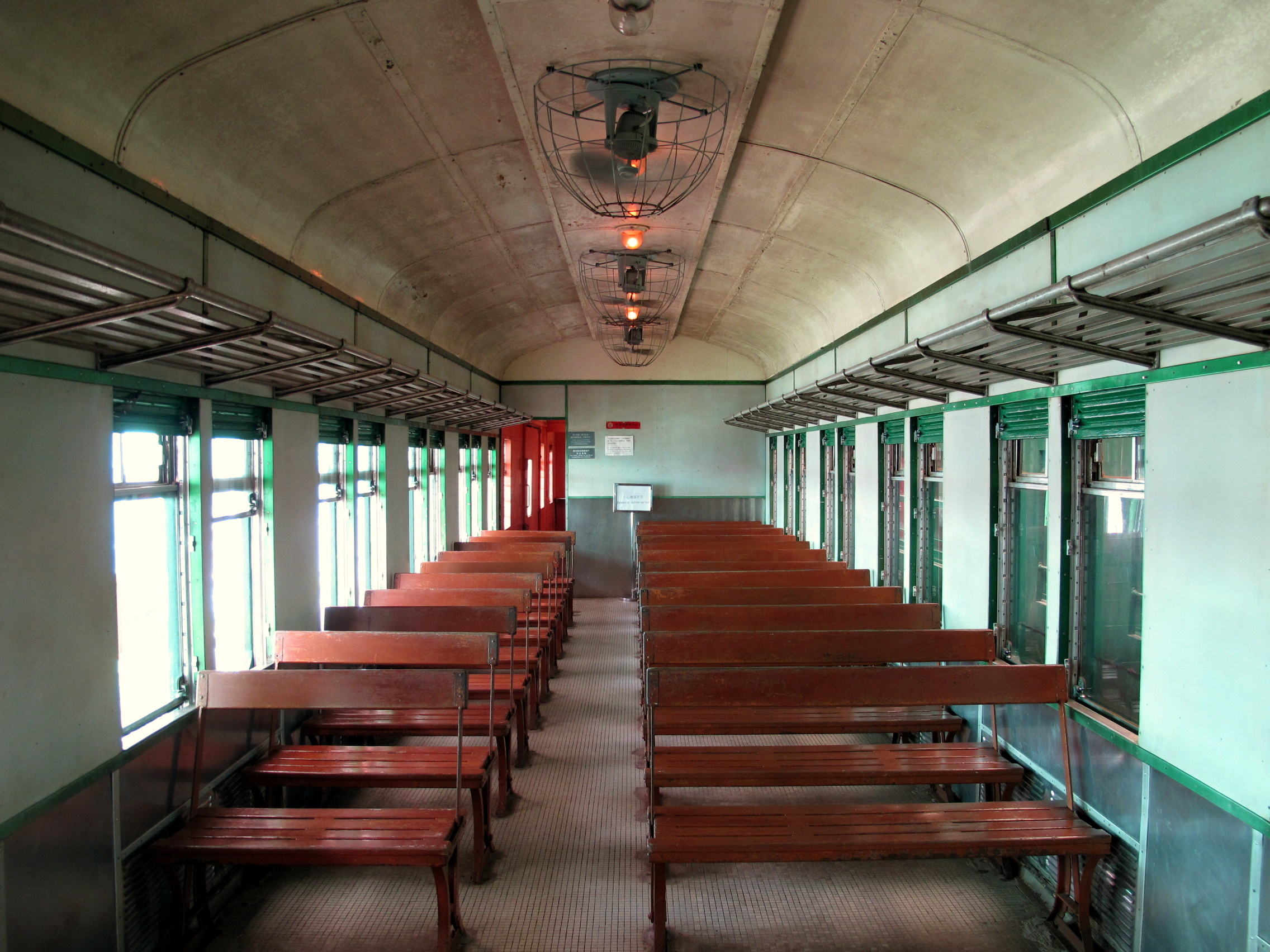
À l'intérieur du compartiment de troisième classe de 1911.
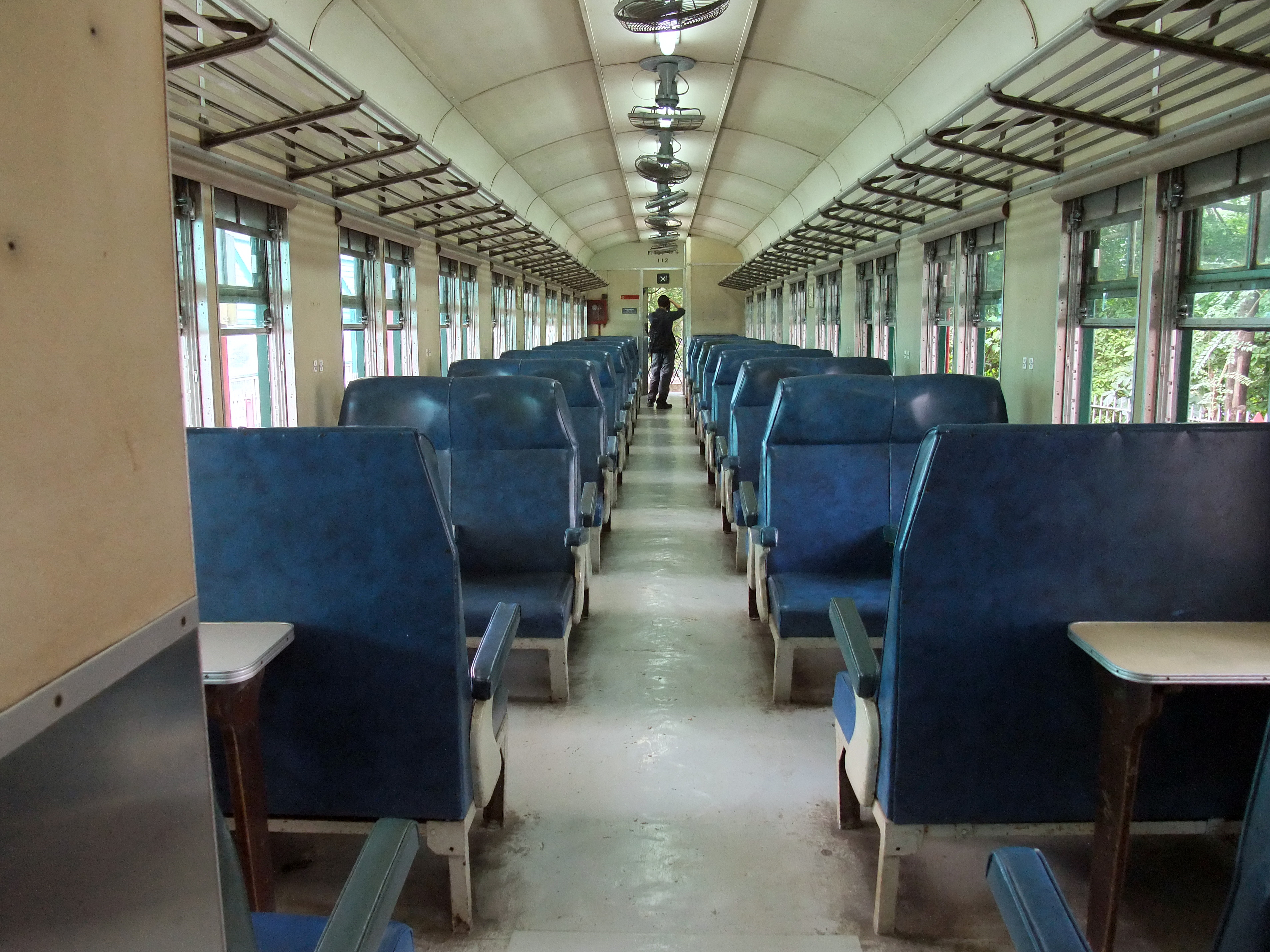
À l'intérieur du compartiment de première classe de 1964.
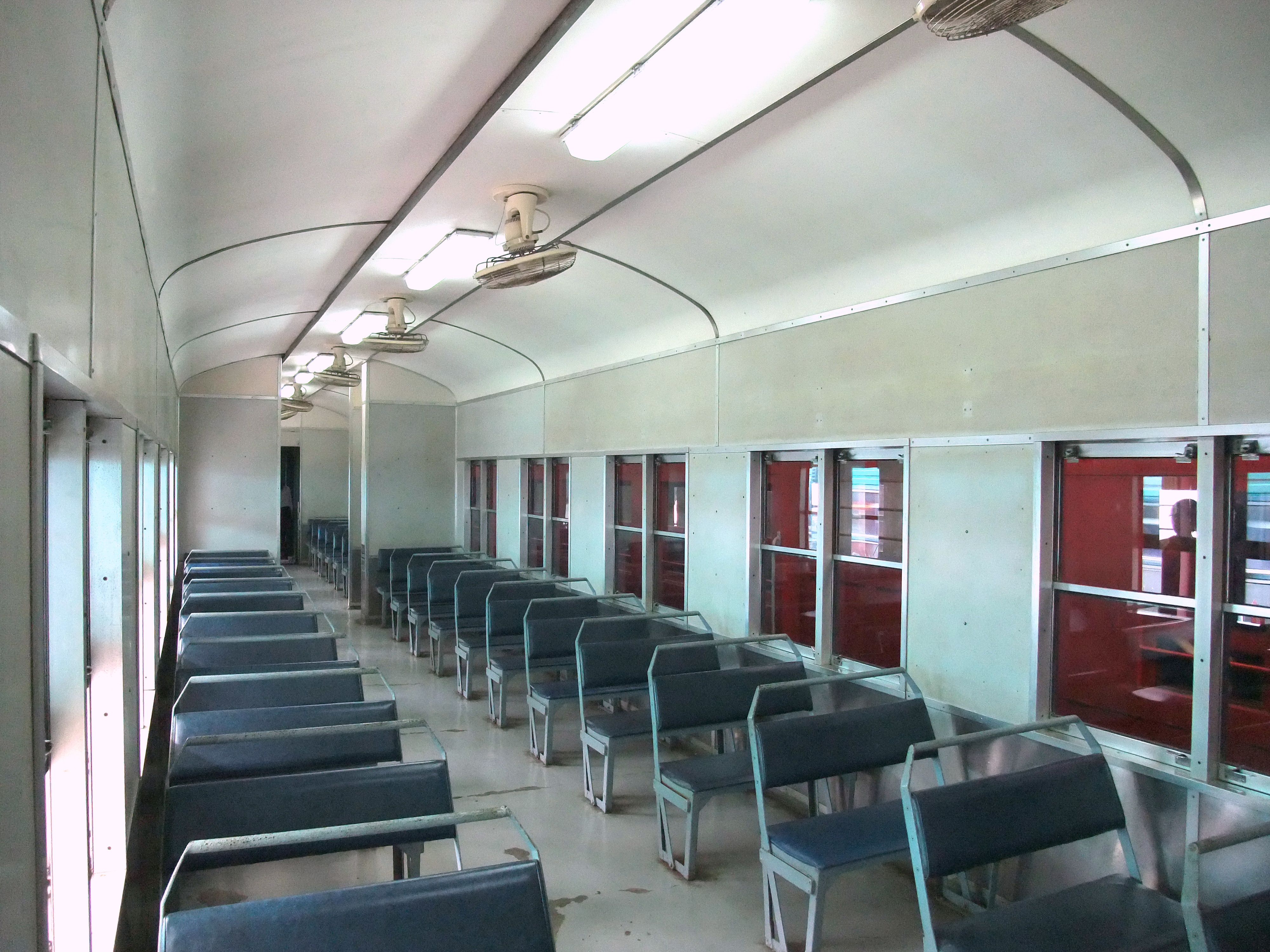
À l'intérieur du compartiment de classe ordinaire de 1974.
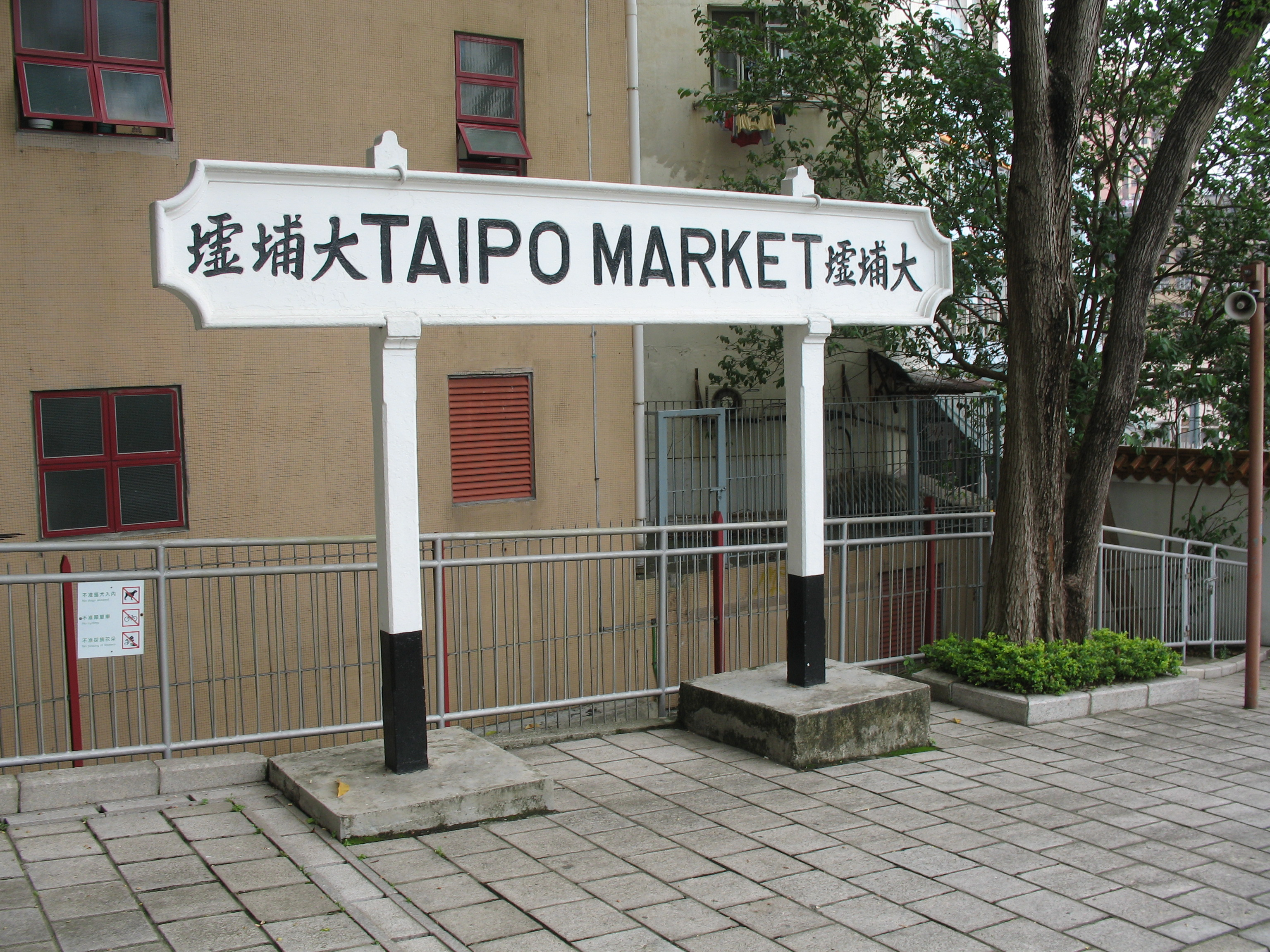
Ancien panneau de la gare du marché de Tai Po.
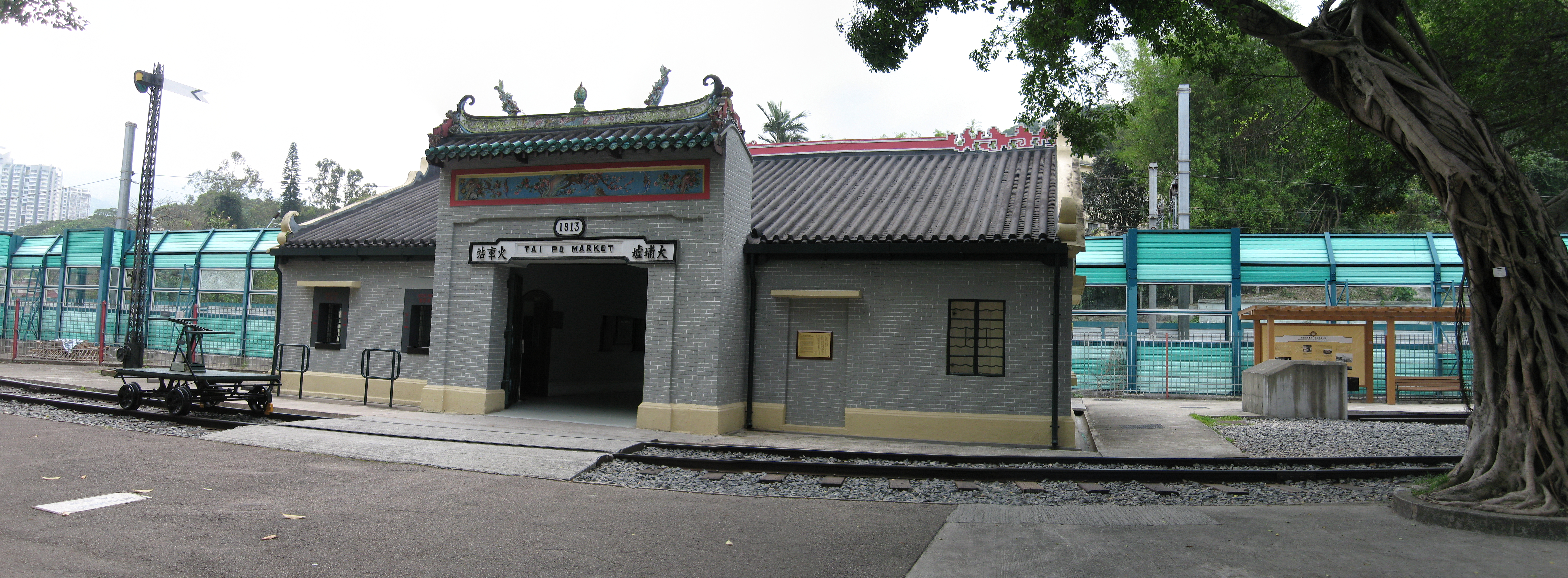
Panorama de la gare de Tai Po.